# K-1 (ロケット)

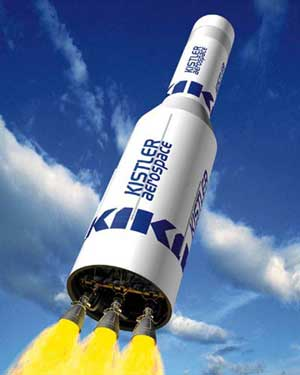
K-1の打上げ（イメージ図）

K-1は完全再使用型の2段式ロケット、およびその宇宙船。民間のロケットプレーン・キスラーにより開発されていた。

## 概要
K-1ロケットはアポロ計画で活躍したマネージャーチームによって開発され、当初はイリジウム衛星を中軌道に打ち上げる設計だった。
ロケットの全長は36.9m、直径6.7m、離陸時の質量は382,300 kg。最大ペイロード能力は高度200km・軌道傾斜角45°の軌道に4500kg、900km/60°の軌道に2000kg。エンジンは旧ソ連がN-1F用に開発したNK-33とNK-43を使用し、100回の再利用が可能な設計であった。

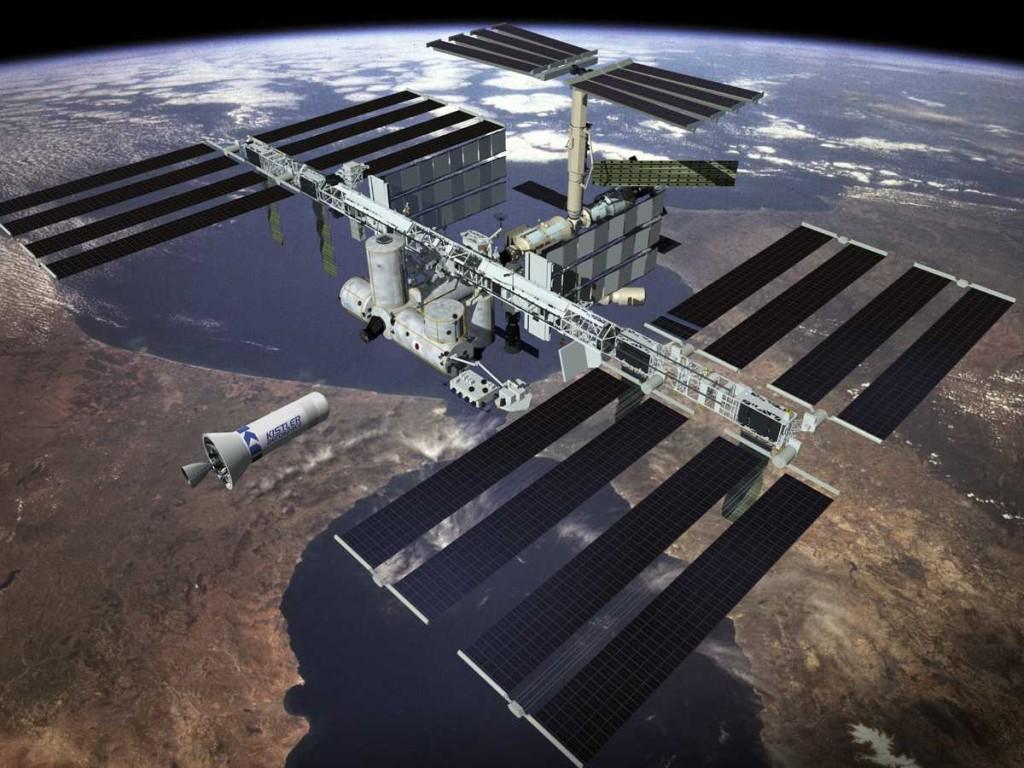
ISSへ接近するK-1（イメージ図）

2006年8月18日、NASAは国際宇宙ステーションへの物資供給とクルー輸送を行う民間企業として、ドラゴンの開発を行うSpaceXと共にロケットプレーン・キスラーをCOTS計画に選定した。
しかしキスラー社はその後の資金調達に失敗し、NASAは2007年10月18日にキスラーとの契約を打ち切ることを発表した。キスラー社には2億680万ドルの予算が割り当てられており、そのうち3210万ドルが既に支払われていた。同社は2010年にChapter 7の適用を受け倒産した。
K-1は広範囲のミッションに対応できるよう設計されていた。例えば、低軌道へのペイロード輸送、K-1アクティブ・ディスペンサーを使用した高エネルギー軌道へのペイロード輸送、技術実証飛行、微小重力ミッション、商業物資輸送・補給、ISSのリブースト・サービスなどである。